# Еліот Енгель
Еліот Ленс Енгель (англ. Eliot Lance Engel; нар. 18 лютого 1947, Нью-Йорк) — американський політик, з 1989 року входить до Палати представників США від штату Нью-Йорк. Член Демократичної партії.
Голова Комітету Палати представників у закордонних справах з 2019 року.

## Біографія
У 1969 році закінчив зі ступенем бакалавра мистецтв з історії Хантер-Леман коледж Міського університету Нью-Йорка. У 1973 році отримав ступінь магістра з керівництва і консультування. У 1987 році він закінчив Школу права Нью-Йорка. Енгель працював вчителем, був членом Асамблеї штату Нью-Йорк з 1977 по 1988 рік.
Його бабуся і дідусь були українськими євреями, які емігрували з Російської імперії. Одружений, має трьох дітей.